# Herman Anders Krüger

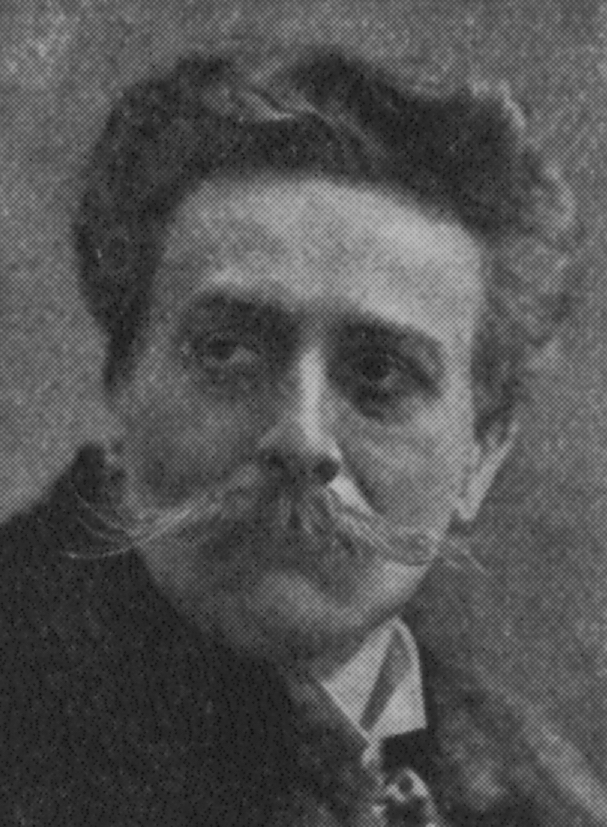
Herman Anders Krüger

Herman Anders Krüger, Pseudonym: Caligula Quitte (* 11. August 1871 in Dorpat, Estland; † 10. Dezember 1945 in Neudietendorf, Landkreis Gotha, Thüringen) war ein deutscher Literaturwissenschaftler, Autor, Bibliothekar, Hochschullehrer und thüringischer Politiker (DDP).

## Leben

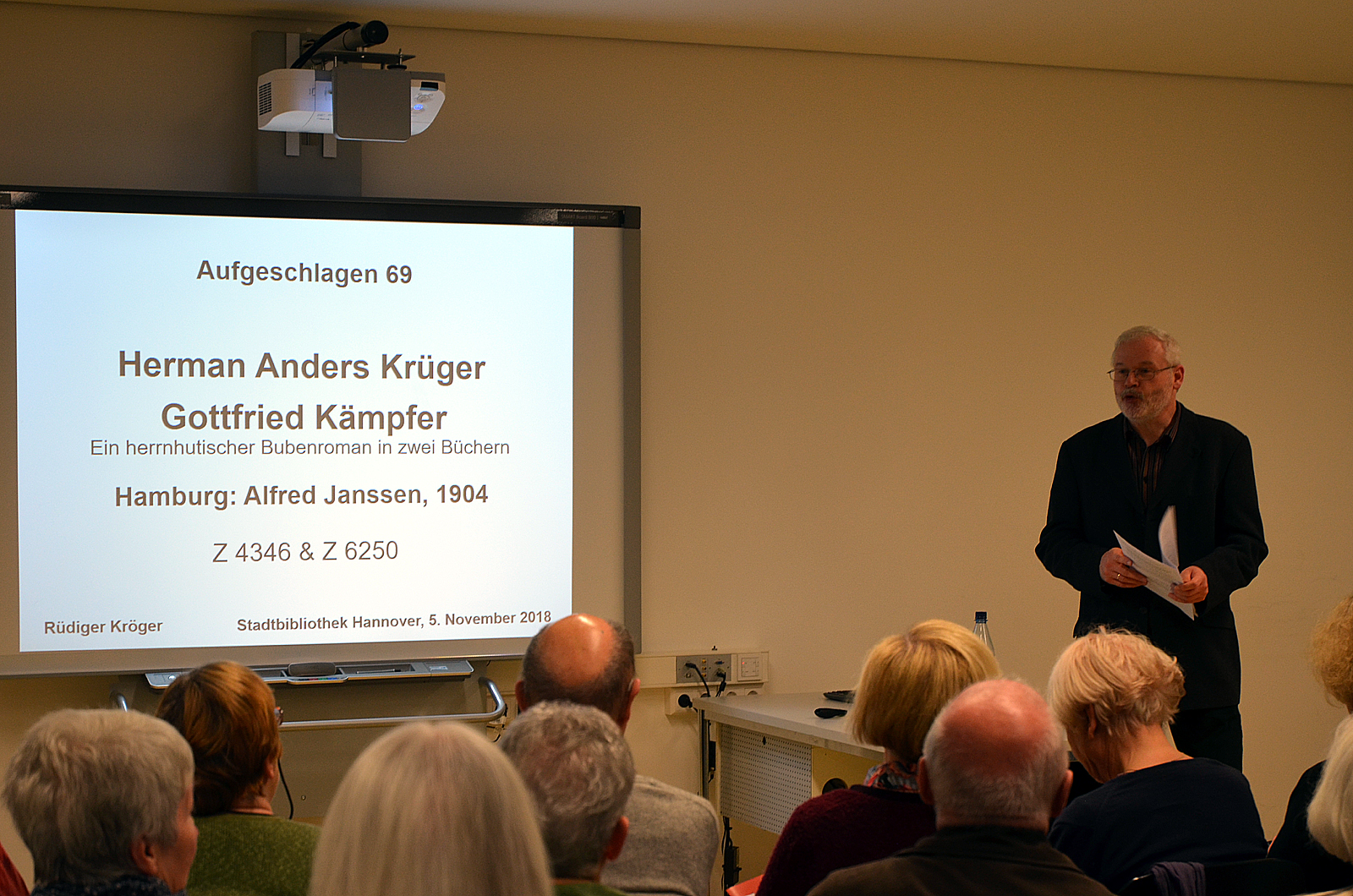
„Gottfried Kämpfer. Ein herrnhutischer Bubenroman ...“;
Vortrag von Rüdiger Kröger vom Landeskirchlichen Archiv Hannover in der Stadtbibliothek Hannover

Sein Vater Carl Hermann war ein Lehrer und Prediger der Herrnhuter Brüdergemeine. Durch seine in Neudietendorf geborene Mutter, Emma Eleonore Buck, war es möglich, dass er bereits in seiner Kindheit einige Jahre bei seiner Großmutter Elisabeth Buck verleben konnte und auch hier eingeschult wurde.
Krüger studierte zunächst Theologie, wechselte aber später an die Universität Leipzig, wo er Geschichte, Germanistik, Nationalökonomie, Geographie und Literaturwissenschaft studierte. Während seines Studiums wurde er 1895 Mitglied der Burschenschaft Roter Löwe Leipzig.
In den Jahren 1893 und 1894 war er Lehrer an der Realschule in Königsfeld im Schwarzwald, ebenso 1895 an der deutschen Schule in Genua (Italien). Danach war er Lehrer in Dresden. 1898 wurde er an seiner Universität in Leipzig zum Dr. phil. promoviert.
1901 wurde er Unterbibliothekar an der Prinzlichen Sekundogenitur-Bibliothek in Dresden und 1902/1903 Assistent am Königlichen Historischen Museum. 1902 heiratete er in Neudietendorf Marie Winter.
1904 stellte Krüger, der sich zeitlebens mit Erziehungsfragen und Generationenkonflikten beschäftigte, seinen stark autobiographisch geprägten Erziehungsroman „Gottfried Kämpfer“ vor, in dem der Protagonist in einer ideal anmutenden pädagogischen Umgebung agiert. Dieses erfolgreichste Werk Krügers erschien in zahlreichen Auflagen und wurde in mehrere Sprachen übersetzt.
Von 1905 bis 1914 war er Privatdozent für deutsche Literaturgeschichte an der Technischen Hochschule Hannover und 1908 Vortragsgast der „Germanistic Society of America“. 1908 und 1909 unternahm er Studienreisen nach Genua, Marokko, Portugal und in die USA. 1909 wurde er zum Professor ernannt.
Krügers politische Tätigkeit begann 1910.
Am Ersten Weltkrieg (1914–1918) nahm er als Reserve-Offizier teil. Nach Einsätzen in Belgien und an der Ostfront wurde er 1916 nach Frankreich kommandiert. Dort wurde er Inspekteur der Kriegsgefangenenlager im Bereich der „Heeresgruppe Maas“. Auf diesem Posten blieb er bis zum Kriegsende 1918. Er wurde als Hauptmann der Reserve aus dem Militärdienst entlassen. 1919 wurde er für die DDP in die Landesversammlung Gothas gewählt und von Dezember 1919 bis April 1920 vertrat er den Freistaat als stellvertretendes Mitglied im Thüringer Volksrat. Vom 10. November 1920 bis zum 6. Oktober 1921 war er Staatsrat für Gotha und Mitglied des thüringischen Staatsministeriums. Vom 11. September 1921 bis zum 7. Dezember 1929 war er Abgeordneter des Thüringer Landtages und dort Vorsitzender der DDP-Fraktion. Er versah seine politischen Ämter ehrenamtlich und nahm dafür weder ein Gehalt noch Diäten entgegen.
Krüger war von 1921 bis 1925 hauptberuflich Direktor der Landesbibliothek in Gotha und 1928 Leiter der Thüringischen Landesbibliothek in Altenburg. Am 20. Oktober 1922 gründete er zu Ehren seiner Mutter mit der Brüdergemeine die Krüger-Buck-Stiftung als Hilfsorganisation für Hilfebedürftige, Witwen und Kranke. Nach der Machtübernahme der Nationalsozialisten war er als „Mann der Mitte“ nicht mehr erwünscht und wurde 1934 vorzeitig in den Ruhestand versetzt.

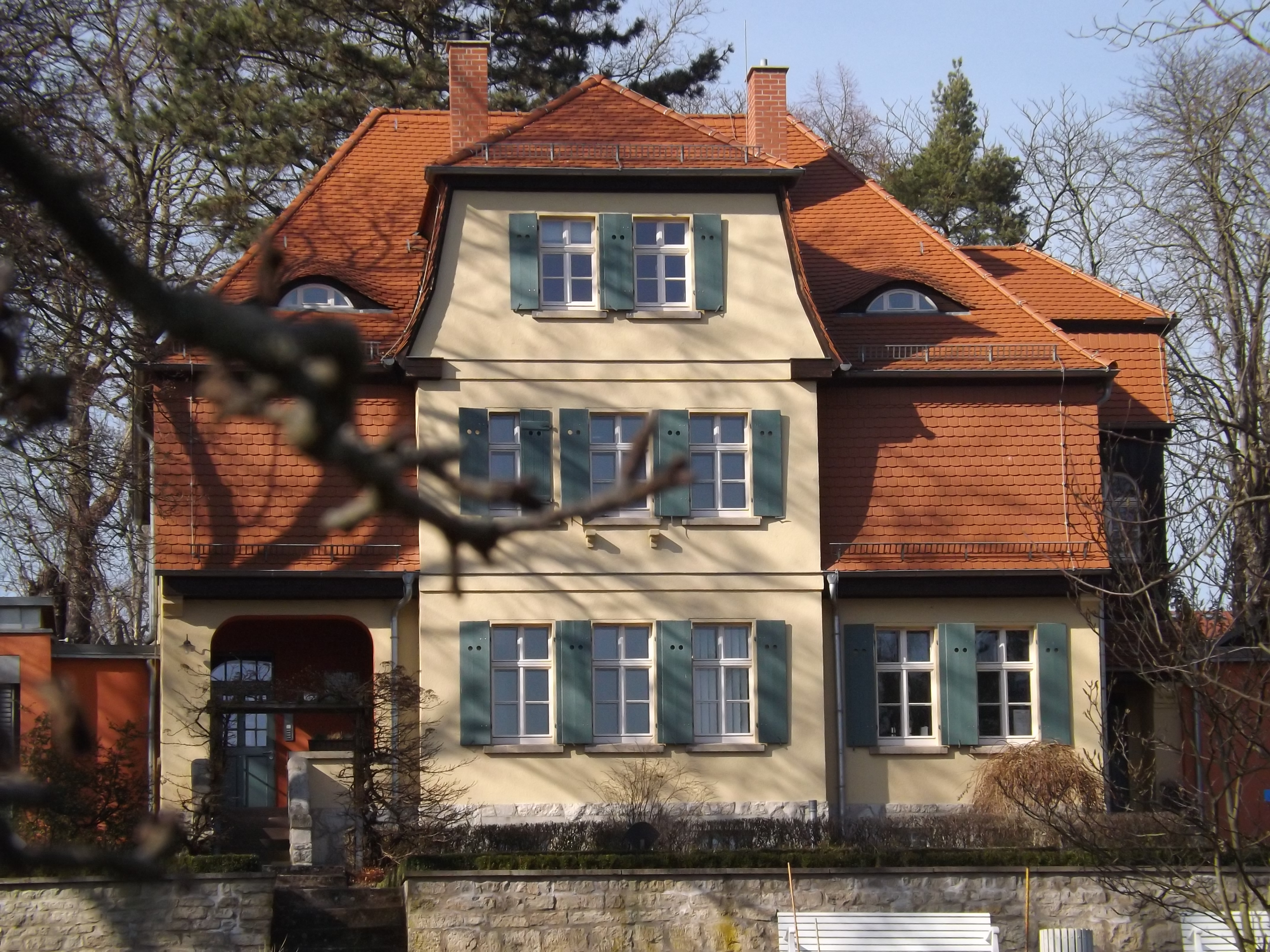
Krüger-Villa in Neudietendorf

In seiner Wahlheimat Neudietendorf beschäftigte er sich nun hauptsächlich als Schriftsteller. Er erbaute die „Krüger-Villa“, die heute im Ort ein kulturhistorisch erwähnenswertes Gebäude darstellt, in dem häufig Veranstaltungen stattfinden. Er starb im Dezember 1945. Während der nun folgenden DDR-Zeit waren Krüger und sein Werk als Politiker, Parlamentarier und Schriftsteller vergessen. Erst nach der Wende wurde er „wiederentdeckt“. Ein Teil seiner Werke wird heute im Heimatmuseum Ingersleben ausgestellt. Der Verein Prof. Herman Anders Krüger e. V. bewahrt sein Erbe und führt sein soziales Engagement weiter.

## Ehrungen
- 1941 wurde er Mitglied der Akademie gemeinnütziger Wissenschaften zu Erfurt.
- In Neudietendorf gibt es heute die Staatliche Regelschule „Professor Herman Anders Krüger“.

## Werke
- Das Vermächtnis des Tacitus. Leipzig 1896 (unter dem Namen Caligula Quitte).
- Ritter Hans. Leipzig 1897.
- Sirenenliebe. Leipzig 1897.
- Waldhüters Weihnacht. Leipzig 1897.
- Der junge Eichendorff. Oppeln 1898.
- Simple Lieder. Leipzig 1898.
- Gottfried Kämpfer. Braunschweig 1904.
- Kritische Studien über das Dresdner Hoftheater. Leipzig 1904.
- Pseudoromantik. Leipzig 1904.
- Der Weg im Tal. Hamburg 1905.
- Der Kronprinz. Hamburg 1907.
- Der Graf von Gleichen. Hamburg 1908.
- Kaspar Krumbholtz. Hamburg.
  - Band 1, 1909, OCLC 313122189.
  - Band 2, 1910, OCLC 553592786.
- Der junge Raabe. Leipzig 1911.
- Diakonus Kaufung. Santa Elisa. Heilbronn 1913.
- Deutsches Literatur-Lexikon. München 1914.
- Die Pelzmütze. Stuttgart [u. a.] 1914.
- Sohn und Vater. Braunschweig [u. a.] 1922.
- Verjagtes Volk. Braunschweig 1924.
- Barmherzigkeit. Weimar 1925.
- Die sieben Räudel. Leipzig 1927.
- Altenburger Bibliothekswesen. Altenburg 1930.
- Die Maulschelle. Leipzig 1931.
- Übersicht über die Altenburg-Literatur in der hiesigen Thüringischen Landesbibliothek. Altenburg 1931.
- Die ältesten Altenburger Linck- und Luther-Drucke der Thüringischen Landesbibliothek zu Altenburg. Altenburg 1932.
- Allerlei aus unserer Familiengeschichte. Neudietendorf, Thüringen, 1935.
- Fridericus-Trilogie. Neudietendorf 1936.
- Hans Nord. Köln-Lindenthal 1938.
- Wilhelm Raabe. Osnabrück 1941.
- Funken und Flammen. Hartenstein 1942.
- Neudietendorf und seine merkwürdige Geschichte. Berlin 1943.